# Јевсевије Кесаријски
Јевсевије Кесаријски или Јевсевије Памфил (грч. Εὐσέβιος τῆς Καισαρείας; након 260 — 30. мај 339) био је епископ родне Кесарије, црквени историчар, егзегета и полемичар. За собом је оставио велики број дела од којих се нарочито истичу два историографска наслова — Црквена историја (од Христовог времена до Константинове победе над Лицинијем 324. године) и Живот Константинов.

## Основне чињенице
Био је први хришћански историчар, ерудита, апологета, филолог; сабрао је сва документа и податке који се тичу догађаја и хришћанских установа, писаца и мученика прве Цркве. У Црквеној историји сакупио је не само најважнији историјски материјал о првобитном хришћанству, него је преписао и одломке текстова, коментара и аката од велике вредности за реконструкцију постапостолске традиције. У Хроници или Хронолошким канонима синтетички излаже стабло са датумима из свештене и профане историје. Јевсевије Кесаријски је формулисао своју личну концепцију о историји света и Цркве, афирмишући у процесу историје педагогику Божију која увек потврђује победничку Цркву. У тај процес победничке Цркве уписује се и победа цара Константина, коме је сачинио биографију у спису Живот Константинов. Царска личност и институције нису ништа друго до земаљски одсјај божанске суверености. Сарадник Памфилов (библиотекар у Кесарији), ученик Оригенов, он подржава у почетку Арија, али после Никеје постаје следбеник Православних. У Јеванђељској припреми открива патримонијум нехришћанских религија.

## ОЦрквеној историји
Црквена историја је написана 315. године и даје најранија писана сведочанства о Константиновом обраћењу у хришћанство. Живот Константинов Јевсевије је завршио уочи своје смрти 339. г. Због појединих, како језичких тако и историографских одступања од ранијег дела, ово дело је под лупом историчара који верују да је настало између друге половине IV и почетка V века од непознатог аутора.

## Оспоравање аутентичности
Први аутори који су дали грубу хронологију древности били су Јевсевије Памфил и свети Јероним, који се традиционално смештају у IV век. Међутим, њихови су текстови пронађени тек у касном средњем веку. Основу хронологије Јевсевије је дао у Историји времена од почетка света до Никејског сабора (такозвана Хроника). Грчки оригинал сада постоји само у одломцима и допуњује се слободним латинским преводом Блаженог Јеронима. Чудно је да је Никифор Калиста у XIV веку предузео „покушај да напише нову историју прва три века, али није могао да уради ништа више, већ да понови оно што је рекао Јевсевије“.
Пошто је Јевсевијев рад био објављен тек 1544. тј. после Никифора, умесно је поставити питање: није ли данас позната „Јевсевијева верзија“ заснована на раду Никифора Калиста? Бикерман тим поводом основано примећује: „Хришћански историчари су световну хронографију ставили у службу свете историје… Компилација Јеронима, који је ’слободно препричавао Јевсевија’, постала је основа хронолошких знања на Западу. Јосиф Скалигер, оснивач савремене хронологије као науке, покушао је да реконструише цео Јевсевијев рад… Јевсевијева датирања (оснивача хронологије), која су у рукописима често погрешно преношена, данас су од мале користи…“
Ипак, данас нема много научника који систематски оспоравају аутентичност овог списа. Напротив, већина прихвата да је овај спис аутентичан, поготову због тога што његова анализа показује теолошка стремљења која се и иначе везују за Јевсевија.